# Euscorpius sicanus
Euscorpius sicanus (štír jižní) je nejtmavší druh štíra rodu Euscorpius.

## Popis
Telson, tělo i nohy jsou u živého exempláře tmavě vínově hnědé až černohnědé. Dorůstá okolo 4 cm. Podle toho jej lze odlišit například od E. tergestinus, který je zbarven světleji. Dříve byl považován za poddruh Euscorpius carpathicus sicanus.Existují však i světlehnědě zbarvení jedinci s žlutým telsonem.

## Areál rozšíření
V Itálii se vyskytuje v Sardinii, Gargánském poloostrově, Tremitských ostrovech, Gigliu, San domingu, Sicílii, Giannutri, Punta Ala, Mt.Argentario. Je znám i z Řecka, Tuniska a Slovinska.

## Stanoviště
Obývá vlhká místa, zbořené zdi a oplocení. Na Gargánu jsem nalezl tři kolonie v lese v národním parku Foresta Umbra. 31. července dvě samice chycené na Garganu porodily 21 a 36 mláďat, která se poprvé svlékla po 6 dnech, podruhé po dvou měsících. Další svlékání následovalo 102 dnů po narození. Některé exempláře se počtvrté svlékli po 140 dnech jiné až po 170 dnech. Poslední svlékání se uskutečnilo po 190, 220, 238 a 196 dnech. Údaje byly získány při chovu o teplotách 20-27 °C a stálé možnosti potravy. Do čtvrtého svlékání byla všechna mláďata synchronyzována porodem počínaje svlékáním konče. Zimování není třeba. U mláďat se kanibalismus projevuje i při přebytku krmení a je třeba je chovat zvlášť. Mláďata je třeba po prvním svleku včas oddělit od matky, jelikož je někdy požírá. U dospělců byl kanibalismus pozorován při nedostatku potravy, kdy samec snědl samici a samice několikrát menší samici. Pro chov se hodí lesní terárium. Jeho jed není nebezpečný a štír není agresivní.